# Форд, Юджин
Юджин Форд (англ. Eugene Forde), имя при рождении Юджин Фрэнсис Форд (англ. Eugene Francis Ford; 8 ноября 1898 — 27 февраля 1986) — американский кинорежиссёр середины XX века.
За свою кинокарьеру, охватившую период с 1926 по 1947 год, Форд поставил свыше 50 фильмов, среди которых наиболее удачными считаются пять криминальных комедий про Чарли Чана 1934—1940 годов, три картины про частного детектива Майка Шейна 1940—1941 годов, два фильма из серии про Криминального доктора 1943—1944 годов, а также нуаровые триллеры «Берлинский корреспондент» (1942), «Багровый ключ», «Невидимая стена» и «Ответный удар» (все — 1947).

## Биография
Юджин Форд родился 8 ноября 1898 года в Провиденсе, Род-Айленд, США. Он начал свою карьеру как актёр-ребёнок на театральной сцене под эгидой известного продюсера Дэвида Беласко (англ. David Belasco). В девять лет он ушёл из театра, чтобы уделить больше внимания учёбе, однако вскоре после этого начал сниматься в немом кино.

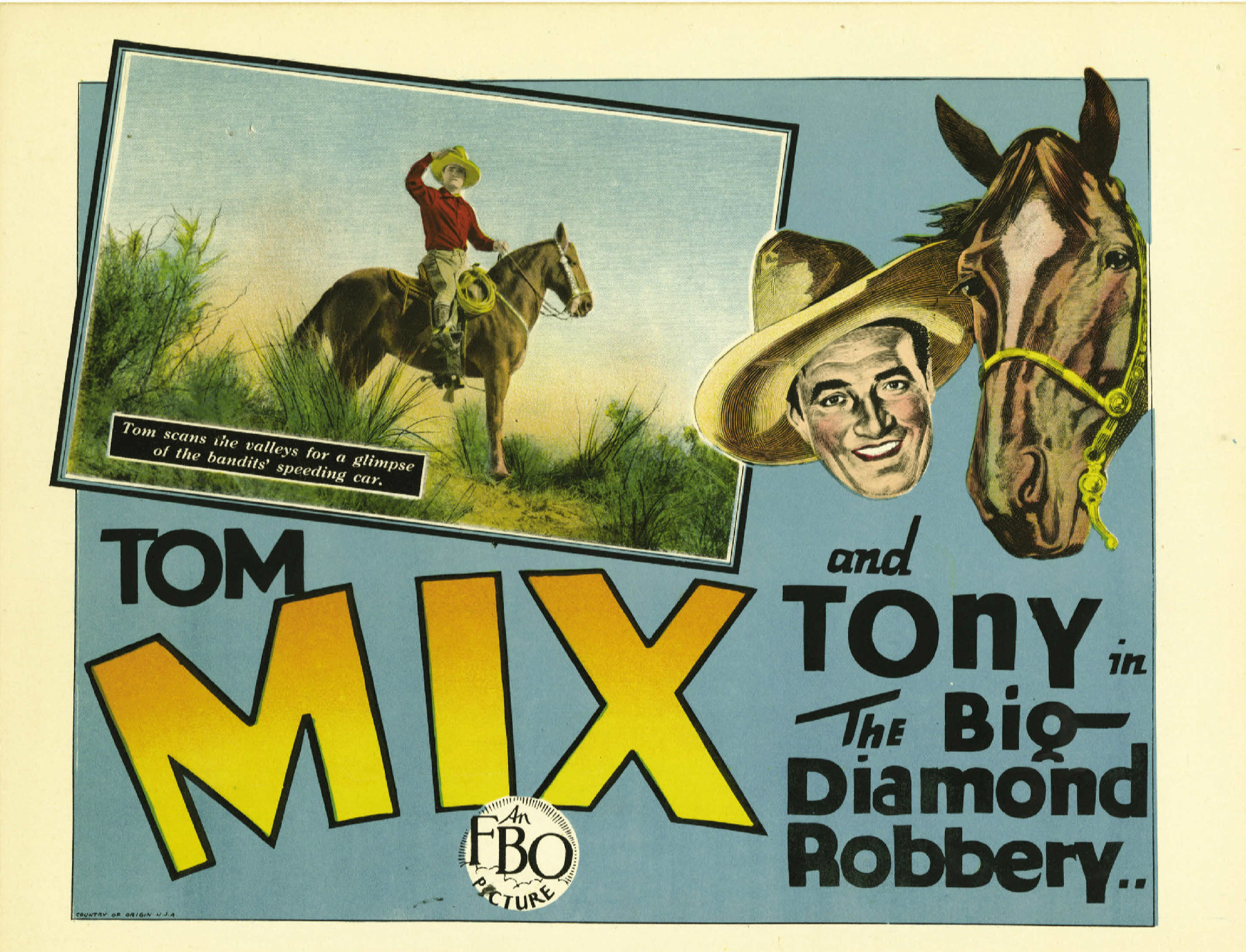
Рекламная карточка фильма «Большое бриллиантовое ограбление» (1929)

Кино он также оставил, но в 1926 году появился в Голливуде в качестве сценариста и режиссёра на студии Fox Studios. После нескольких короткометражек в 1926—1927 годах Форду доверили постановку серии немых вестернов с популярным актёром Томом Миксом. Всего они сделали вместе шесть картин, среди которых наиболее заметными были «Большое бриллиантовое ограбление» (1929) и «Объявленный вне закона» (1929). Как отмечает Хэл Эриксон «умение ставить прибыльные картины с Томом Миксом обеспечило Форду постоянную нишу на студии на последующие 20 лет».
По словам Эриксона, в 1930—1940-е годы Форд был одним из самых загруженных работой сотрудников подразделения фильмов категории В на студии 20th Century-Fox, а начиная с 1932 года, Форд был одним из столпов этого подразделения, где проработал до 1947 года. Он быстро сделал почти две дюжины картин, включая несколько фильмов из сериалов про детективов Чарли Чана и Майкла Шейна.
В 1934 году Форд поставил две успешные картины про Чарли Чана, полицейского детектива китайского происхождения из Гонолулу, который волей судеб проводит расследования в различных точках планеты. Два первых фильма с актёром Уорнером Оулендом в заглавной роли — «Чарли Чан в Лондоне» (1934) и «Отвага Чарли Чана» (1934) — имели успех, после чего в 1937 году студия поручила Форду постановку ещё двух фильмов о знаменитом детективе — «Чарли Чан в Монте-Карло» (1937) и «Чарли Чан на Бродвее» (1937), который журнал TV Guide назвал «первоклассным детективом».

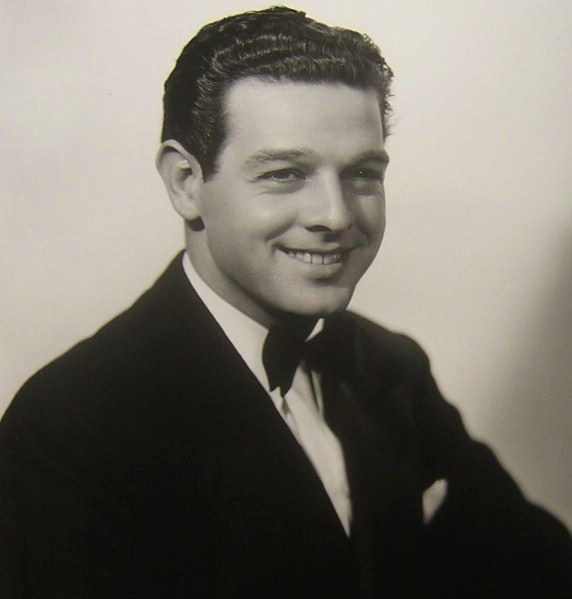
Рекласное фото Роберта Лоури к фильму «Смертельный круиз Чарли Чана» (1940)

После серии проходных картин Форд поставил неплохой комедийный детектив «Инспектор Хорнли» (1939), за которым последовал ещё один фильм про Чарли Чана — более комедийный «Смертельный круиз Чарли Чана» (1940), где главного героя сыграл Сидни Толер. Характеризуя последнюю картину, современный историк кино Брюс Эдер написал, что в ней «режиссёр Форд и актёрский состав с великолепным Толером во главе находит исключительно точный баланс между серьёзностью и юмором».
В 1940 году Форд начал новый цикл детективных фильмов компании о частном сыщике Майкле Шейне, роль которого играл Ллойд Нолан. Форд поставил три неплохих первых картины цикла — «Майкл Шейн, частный детектив» (1940), «Ночной поезд на запад» (1941) и «Одетый для убийства» (1941), который, по словам современного критика Хэла Эриксона, представлял собой «головокружительную смесь комедии и мелодрамы с мощной игрой актёров второго плана и оказывающей сильное воздействие мрачной операторской работой Гленна Маквильямса».
Следующей заметной картиной Форда стал шпионский триллер «Берлинский корреспондент» (1942) с участием Дэны Эндрюса в роли американского радиокорреспондента в 1941 году, который передаёт в эфир негативные новости о нацистах, после чего Гестапо начинает его преследовать. По словам Томаса Прайора из «Нью-Йорк таймс», это обычный проходной фильм, созданный дополнить Фильм категории A на сдвоенных кинопросмотрах. Однако от большинства подобных фильмов он отличается местом действия и излишней претенциозностью. «Когда фильм берётся за разоблачение зверств нацистов, рассказывая о концентрационных лагерях и „санаториях“, в которых ликвидируют неизлечимо больных и политических противников, у него должна быть честность цели». Ведь то, с чем сегодня сражаются союзники, это «ужасающе реально и значимо для нашего будущего существования, чтобы легковесно рассуждать об этом в дешёвых мелодрамах, как эта».
В 1943—1944 годах Форд принял участие в работе над циклом картин про Криминального доктора, врача-психотерапевта Роберта Ордуэя (Уорнер Бакстер), который своими консультациями помогает полиции в раскрытии преступлений, одновременно оказывая помощь пациентам. Форд поставил фильмы цикла «Самое странное дело Криминального доктора» (1943) с Линн Меррик и «Тени в ночи» (1944) с Ниной Фох.
Последними тремя фильмами Форда стали криминальная мелодрама о частном сыщике Ларри Моргане «Багровый ключ» (1947) с Кентом Тейлором в главной роли, а также фильмы нуар «Ответный удар» (1947) и «Невидимая стена» (1947).
Фильм «Ответный удар» (1947) рассказывает о расследовании гибели в автокатастрофе известного адвоката (Джон Элдридж), который, как предполагает полиция, на самом деле был убит. При этом подозрение падает попеременно, то на жену адвоката (Джин Роджерс), то на его партнёра по юридической фирме (Роберт Шейн), то на сбежавшего из тюрьмы заключённого (Дуглас Фоули) и даже на окружного прокурора (Ричард Трэвис), однако в итоге оказывается, что адвокат имитировал свою смерть, решив скрыться с деньгами, которые получил на сохранение от банковского грабителя. После выхода фильма на экраны Томас М. Прайор написал в «Нью-Йорк Таймс», что ему «неприятно оценивать эту мелодраму», так как «отметить в ней абсолютно некого, за исключением разве что монтажёра, который урезал её до чуть более 60 минут».. Современный киновед Майкл Кини назвал фильм «довольно пугающей вещью» с темами «паранойи и мести» , а Артур Лайонс полагает, что это «рассказанный через серию флэшбеков неплохой маленький фильм». В рецензии журнала TV Guide говорится, что это «запутанный детектив с убийством», который постепенно теряет темп, переходя в «серию флэшбеков, которые становятся слишком медленными и сложными». В итоге, по мнению рецензента журнала, такое «странное композиционное построение разрушает эту в целом интересную историю».
Последний фильм Форда «Невидимая стена» (1947) рассказывал историю мелкого букмекера Гарри Лейна (Дон Касл), который сначала проигрывает в казино крупную сумму из денег своего босса, а затем, пытаясь их вернуть, убивает мошенника, который присвоил часть этих денег. У полиции нет никаких улик против Гарри, однако когда выясняется, что он влюбился в жену мошенника (Вирджиния Кристин) и сбежал с ней в другой город, полиция начинает подозревать его в убийстве из страсти. Деннис Шварц назвал фильм «грамотно сделанной, но проигрышной криминальной драмой категории В об азартных играх… Режиссёру Форду лучше удались поставленные им фильмы о Чарли Чане, где он увереннее справлялся с материалом».
После того, как в 1947 году руководство студии Twentieth Century Fox закрыло подразделение фильмов категории В, Форд ушёл из кинематографа.
Впоследствии Форд попытался работать режиссёром на телевидении, однако после двух эпизодов сериалов «Марк Сейбер» (1951) и «Я вёл три жизни» (1953) окончательно ушёл из профессии.

## Смерть
Юджин Форд умер в 27 февраля 1986 года в Порт-Уайниме, Калифорния, США, в возрасте 87 лет.

## Фильмография
- 1919 — Невинность Лизетт / The Innocence of Lizette — актёр
- 1926 — Больница медового месяца / Honeymoon Hospital — режиссёр (короткометражка)
- 1926 — Мадам Динамит / Madame Dynamite — режиссёр (короткометражка)
- 1927 — Купающийся жених / The Bathing Suitor — режиссёр (короткометражка)
- 1927 — Поздравления с днём рождения / Birthday Greetings — режиссёр (короткометражка)
- 1927 — Купидон и часы / Cupid and the Clock — режиссёр (короткометражка)
- 1927 — Это слова мама / Mum’s the Word — режиссёр (короткометражка)
- 1927 — Её голубые, карие глаза / Her Blue, Black Eyes — режиссёр (короткометражка)
- 1928 — Награда сорвиголовы / Daredevil’s Reward — режиссёр
- 1928 — Привет, Шайенн / Hello Cheyenne — режиссёр
- 1928 — Пейнтед-Пост / Painted Post — режиссёр
- 1928 — Сын золотого Запада / Son of the Golden West — режиссёр
- 1928 — Её мать вернулась / Her Mother’s Back — режиссёр (короткометражка)
- 1929 — Большое ограбление бриллиантов / The Big Diamond Robbery — режиссёр, сценарист
- 1929 — Вне закона / Outlawed — режиссёр
- 1930 — Венгерская рапсодия / Hungarian Rhapsody — режиссёр, сценарист (короткометражка)
- 1930 — Зампа / Zampa — режиссёр (короткометражка)
- 1933 — Дымчатый / Smoky — режиссёр
- 1933 — Из весны в осень / Primavera en otoño — режиссёр
- 1934 — Чарли Чан в Лондоне / Charlie Chan in London — режиссёр
- 1934 — Храбрость Чарли Чана / Charlie Chan’s Courage — режиссёр
- 1935 — Великое убийство в отеле / The Great Hotel Murder — режиссёр
- 1935 — Таинственная женщина / Mystery Woman — режиссёр
- 1935 — Твой дядя Дадли / Your Uncle Dudley — режиссёр
- 1936 — 36 часов на убийство / 36 Hours to Kill — режиссёр
- 1936 — Страна за пределами / The Country Beyond — режиссёр
- 1937 — Чарли Чан в Монте Карло / Charlie Chan at Monte Carlo — режиссёр
- 1937 — Чарли Чан на Бродвее / Charlie Chan on Broadway — режиссёр
- 1937 — Леди убегает / The Lady Escapes — режиссёр
- 1937 — Полуночное такси / Midnight Taxi — режиссёр
- 1937 — Шагай веселее, Дживс! / Step Lively, Jeeves! — режиссёр
- 1938 — Шанхайский международный сеттльмент / International Settlement — режиссёр
- 1938 — Познакомьтесь с девушками / Meet the Girls — режиссёр
- 1938 — Одна безумная ночь / One Wild Night — режиссёр
- 1939 — Медовый месяц закончен / The Honeymoon’s Over — режиссёр
- 1940 — Смертельный круиз Чарли Чана / Charlie Chan’s Murder Cruise — режиссёр
- 1940 — Пилот чартерных рейсов / Charter Pilot — режиссёр
- 1940 — Майкл Шейн, частный детектив / Michael Shayne: Private Detective — режиссёр
- 1940 — Пирс 13 / Pier 13 — режиссёр
- 1941 — Купи мне тот город / Buy Me That Town — режиссёр
- 1941 — Одетый для убийства / Dressed to Kill — режиссёр
- 1941 — Человек на свободе / Man at Large — режиссёр
- 1941 — Ночной поезд на запад / Sleepers West — режиссёр
- 1942 — Берлинский корреспондент / Berlin Correspondent — режиссёр
- 1942 — Прямо в сердце / Right to the Heart — режиссёр
- 1943 — Самое странное дело Криминального доктора / The Crime Doctor’s Strangest Case — режиссёр
- 1944 — Тени в ночи / Shadows in the Night — режиссёр
- 1947 — Ответный удар / Backlash — режиссёр
- 1947 — Багровый ключ / The Crimson Key — режиссёр
- 1947 — Невидимая стена / The Invisible Wall — режиссёр
- 1947 — Драгоценности Бранденбурга / Jewels of Brandenburg — режиссёр
- 1951 — Марк Сейбер / Mark Saber — режиссёр (телесериал, 1 эпизод)
- 1953 — Я жил тремя жизнями / I Led 3 Lives — режиссёр (телесериал, 1 эпизод)